# 阿川大樹
阿川 大樹（あがわ たいじゅ、1954年12月1日 -）は、日本の小説家、推理作家、コラムニスト、随筆家、ジャーナリスト、作曲家。日本推理作家協会会員。神奈川県横浜市在住。

## 経歴

### 誕生から学生時代
東京都で商社マンの家に生まれ、子供の頃は親の転勤により引っ越しが多かったと語っている。中学生の頃から小説家を夢見ていた。
東京都立戸山高等学校卒業。高校時代には演劇部に所属し、同部後輩の井坂聡 (映画監督) とはOBとして知り合いになる 。また、生徒会にて制服の廃止を主導したと語っている。
東京大学教養学部基礎科学科卒業。在学中、当初は東京大学演劇研究会に所属していた。1975年夏の公演用に脚本を執筆したが、野田秀樹の書いた脚本『白馬童子』と競り合い多数決で負けるという苦い思いをする。1976年に同会を母体として野田秀樹や高萩宏らと共に劇団「夢の遊民社」を旗揚げし、同劇団の座付き作曲家となる。『ゼンダ城の虜〜苔むす僕らが嬰児の夜』の初演（1981年10月1日～14日、駒場小劇場、ヒロイン「赤頭巾」役＝伊藤蘭）での挿入歌作曲などを手掛ける。

### 会社員時代
大学卒業後、日本電気 (NEC) にコンピュータ技術者および半導体集積回路技術者として勤務。1987年、株式会社アスキーの半導体集積回路部門の責任者となり、テクニカルジャーナリストおよび起業家の道に進む。1990年、半導体関連のベンチャー企業を他6人の創業者と共にアメリカ合衆国カリフォルニア州のいわゆるシリコンバレーに設立したが、同社は1998年3月に解散登記完了した。阿川は先行する1996年に会社を辞め、著作活動を再開、専業小説家志望者となる。

### 専業小説家時代
1999年、『天使の漂流』で第16回サントリーミステリー大賞優秀作品賞を受賞。
2002年、第3回小学館文庫小説賞に『海の始まる場所』で応募するが、惜しくも「佳作」が不在での次点「優秀作品」となり出版されず。2003年に再び、第4回同賞に『ウィリアム・マッカラムを知らない？』で応募するが、やはり次点の「優秀作品」にとどまり出版を逃す。
2005年、『覇権の標的（ターゲット）』（応募時の表題は『スピリット・オブ・サイエンス』）で第2回ダイヤモンド経済小説大賞優秀賞を受賞し、同作にて小説家デビュー。
2007年、『D列車でいこう』が『本の雑誌』2007年上半期ベスト10に選出される。阿川は、誰もが「必要だ」と共感できる題材として鉄道を選んだと語っている。
2009年から2021年までの間、横浜市中区黄金町の京急本線高架下にある元特殊飲食店を執筆場所とし、黄金町エリアマネジメントセンターのアーティスト・イン・レジデンス（AIR）の一員であった。2014年6月に、同町の変貌を描いた長編小説『横浜黄金町パフィー通り』を上梓。同作の発売に合わせて合唱曲『地図をつくろう（黄金町の歌）』を作詞・作曲。同地域の混成合唱団『コールなでしこ』により、7月13日の出版記念パーティや7月14日の第7回国際シニア合唱祭「ゴールデンウェーブin横浜」などで披露された。また2015年には同長編小説が、同じく黄金町に拠点を置く田口浩一郎主催の「劇団！王子の実験室」により舞台化された。
2009年、作家デビュー以前からmixiで知り合いの山田あかね原作・監督の映画『すべては海になる』に台詞無しのエキストラとして出演。冒頭の書店シーンにて客として写っている。手には発売されたばかりの自著「フェイクゲーム」を持っている。
2017年2月に『終電の神様』シリーズの第一弾を発売。同作で2017年7月にエキナカ書店大賞受賞。同シリーズは翻訳され、韓国と台湾で順次発売されている。2027年6月のシリーズ5冊目の発売までに、シリーズ累計55万部を売り上げるベストセラーとなる。
2018年9月、マンガ『終電ちゃん』とのコラボ企画「終電エピソード大賞」を開催。公募エピソードを阿川大樹／原作・藤本正二／作画でマンガ化。週刊モーニング2019年7号に『終電ちゃん　第43話　高崎線の終電ちゃん』として掲載された。
2019年、黄金町でつながりのあった韓国のPOPグループ「Kyly」（カイリー）に宛て、『Sakura Storm』を作詞した。同曲は、Kyly のEPアルバム『Signal』の6曲目に収録されている。

## 人物
趣味はヨットとギター。
ヨットの購入費用を捻出するために、サラリーマンを辞めて起業家に転身したと語っている。しかし作家としての道は厳しく、売れていない時代の収入はサラリーマン時代の10分の1程度だったが、「やりたいことができているので幸せ」と語っている。2019年3月より、ヨットとモーターボートの専門誌である月刊「Kazi」に『物書きセーラーの独り言』というエッセイを書いている。
ギターは、エレキギターを中心に、2016年現在までに生涯で15本購入したと語っている。
アマチュア無線局 (JR1FLD) を開設しており、日本アマチュア無線連盟QSLビューロー経由でのQSLカード交換を行っている。
専業小説作家志望者時代の2002年、サッカー 2002 FIFAワールドカップのIMC横浜 (International Media Centre YOKOHAMA) でボランティアを務めた。この時の縁で、フットサル サークルに加入しているが、現在は飲み会専門要員となっている。

## 作品リスト

### 小説
- 『天使の漂流』（未単行本化）（文芸春秋） 1999年3月　「オール読物」（54巻3号）
- 『海のはじまる場所』（未発行）2003年2月　第3回 小学館文庫小説賞 優秀作品
- 『ウィリアム・マッカラムを知らない？』（未発行）2003年8月　第4回 小学館文庫小説賞 優秀作品
- 『覇権の標的（ターゲット）』（ダイヤモンド社） 2005年12月　ISBN 978-4478930748
- 『D列車でいこう』（徳間文庫 あ-51-1） 2007年5月　ISBN 978-4198931834 / ISBN 978-4198623296
- 『フェイク・ゲーム』（徳間書店） 2009年5月　ISBN 978-4198627294
- 『幸福な会社』 (徳間文庫 あ-51-2） 2011年4月　ISBN 978-4198933388
- 『会社、売ります！ 幸福な会社』 (徳間文庫 あ-51-3） 2011年7月　ISBN 978-4198933890
- 『インバウンド』（小学館） 2012年7月　ISBN 978-4093863353 ※ （文庫化時に表題変更）
- 『ショウルームの女』（徳間書店） 2013年10月　ASIN B00FR1L7JU
- 『あなたの声に応えたい』（小学館文庫 あ31-1） 2014年6月　ISBN 978-4094060539 ※ （単行本『インバウンド』を改題し加筆して文庫化）
- 『横浜黄金町パフィー通り』（徳間書店） 2014年6月　ISBN 978-4198638092
- 『終電の神様』（実業之日本社文庫 あ13-1） 2017年2月　ISBN 978-4408553474　(韓: ISBN 979-1188941131)　(台: ISBN 978-6263776784)
- 『終電の神様[2] 始発のアフターファイブ』（実業之日本社文庫 あ13-2） 2018年10月　ISBN 978-4408554372　(韓: ISBN 979-1188941407)　(台: ISBN 978-6263776791)
- 『終電の神様[3] 始発の台風の夜に』（実業之日本社文庫 あ13-3） 2020年8月　ISBN 978-4408555928
- 『終電の神様[4] 殺し屋の夜』（実業之日本社文庫 あ13-4） 2022年8月　ISBN 978-4408557441
- 『終電の神様[5] 夜明けの行進』（実業之日本社文庫 あ13-5） 2025年6月　ISBN 978-4408559483

### エッセイ（本）
- 『ワールドカップは終わらない』（復刊ドットコム） 2002年12月　ISBN 978-4835471396
- 『作家の日常』（マイカ文庫） 2014年4月　ASIN B00JR5HBMO (リンク切れ)

### 連載エッセイ（雑誌等）
- 月刊ふれいざー 『窓を開ければ港も見える』（Fraser Journal Publishing, Canada）1997年7月号～
- 月刊Kazi 『物書きセーラーの独り言』（舵社）　2019年3月号～

### 技術書
- 『FPGA設計技術の基礎と応用』（トリケップス）　1993年10月　共著　トリケップス出版部編　今井正治監修　ISBN 978-4886571502　（出版元による目次）
- 『ASIC技術の基礎と応用』（電子通信学会　コロナ社） 1994年3月　共著　今井正治編　第12章「フィールドプログラマブルデバイス」　ISBN 978-4885521201